# Ред и закон: Одељење за специјалнe жртве (11. сезона)
Једанаеста сезона серије Ред и закон: Одељење за специјалне жртве је премијерно емитована на каналу НБЦ од 23. септембра 2009. године до 19. маја 2010. године и броји 24 епизоде. Термин емитовања померен је са уторка на среду у 21:00. Дана 3. марта 2010, ОСЖ се вратио на претходни временски термин од 22:00. Дана 22. јануара 2010. године, након сукоба између Џеја Лена и Конана О'Брајена, НБЦ је објавио да ће наручити две додатне епизоде како би попуниле празнине у одлазећој емисији Џеј Лено Шоу.

## Продукција
НБЦ је наручио продукцију 11. сезоне у априлу 2009. године. Мик Бетанкур је постао сценариста једанаесте сезоне ОСЖ-а пошто је био дугогодишњи обожавалац серије. Он је у једној изјави рекао да је једна од његових побуда била да „се постарам да моје епизоде као сценаристе стоје на полици са истим епизодама које сам обожавао“. У истој изјави, он је расправљао о фантастикама и поновио политику већине великих мрежа; „Људи су покушавали да ми пошаљу ствари и ја морам да их вратим. Није да ми се то не свиђа, само је ту много законите сиве области Године 2009. многи чланови главне поставе и екипе ОСЖ-а почели су да користе Твитер да деле податек са снимања. По Бетанкуровим речима, „изгледало је да постоји јаз између серије и обожавалаца и њиховог приступа серији, а чинило се да ју је Твитер заиста затворио“.
Пета епизода "Тешко повезано" била је надалеко позната по томе што је потврдила да је лик Б. Д. Вонга Џорџ Хуанг педер. Нил Бир је сматрао да то откриће није ништа посебно и резимирао: „Да ли су сценаристи одувек мислили да је педер? Да. Да ли су избегавали да то кажу? Не. То се на неки начин подразумевало. Али то се заправо не појављује на радном месту осим ако појављује се." Хуанг је наведен на ову опаску јер су ликови у епизоди који су покушали да лобирају у корист сексуалних односа одраслих и деце упоређивали своје стање са прогоном хомосексуалаца. Да би описао ову епизоду, Бир је рекао: „Да ли је педофилија намештена?“... Очигледно се не држимо на страни педофила, али смо на страни на којој је тешко повезана па питамо шта се у том случају ради.
Сезона 11 је била последња пуна сезона серије Ред и закон: Одељење за специјалне жртве која се снимала у Новом Џерзију. Као одговор на посао који су довели на локацију, Управа за привредни развој Новог Џерзија доделила је ОСЖ-у више од 10,2 милиона долара пореских кредита 14. јануара 2013. године. Због ограничења ограничења, кредити су били распоређени на две године - 217.000 долара у 2013. и 10 милиона долара у 2014.

## Глумачка постава
У мају 2009. године, уговори Кристофера Мелонијa и Мариске Харгитеј истекли су док су наводно тражили између 375 и 385 хиљада по епизоди. Током преговора за нови уговор, двојац је покушао да иде за позадинском зарадом. НБЦ је запретио да ће заменити Харгитејеву и Мелонија ако „истрају у својим захтевима за више новца“. После два месеца преговора Мелони и Харгитејева су одлучили да обнове своје уговоре на још две сезоне.
Кристин Лати је играла нову извршну помоћницу окружног тужиоца Соњу Пакстон у пет епизода, почевши од прве до четврте епизоде. Накратко се вратила у осмој епизоди где се сукобила са Каботовом. Нил Бир је рекао: „Она је из Жалбеног и уморна је од поништавања случајева силовања због погрешних препознавања. Она долази да почисти ствари“. Стефани Марч се привремено вратила на десет епизода почевши од пете епизоде у којој је играла ПОТ Александру Кабот док је ОСЖ покушао да пронађе сталног ПОТ-а. Шерон Стоун придружила се глумачкој екипи у двадесет првој епизоди „Бакља“ 28. априла. Она је тумачила Џо Марло, нову помоћницу окружног тужиоца у четири епизоде. Извршни продуцент ОСЖ-а Бир описао је њен лик као „смешну зависницу од адреналина која воли да буде усред свега и зна се од раније са Стаблером. Она је раније била удата и има много тајни“. Она је почела да снима своје призоре у марту. Њени наступи нису наишли на добар пријем код телевизијских критичара. Кен Такер из часописа Недељна забава закључио је њену прву епизоду као „епизоду испуњену тако незграпним дијалозима и невероватним појединостима да је на крају и сама изгледала као 'посебна жртва'".

## Улоге
- Кристофер Мелони као Елиот Стаблер
- Мариска Харгитеј као Оливија Бенсон
- Ричард Белзер као Џон Манч
- Ајс Ти као Фин Тутуола
- Стефани Марч као ПОТ Александра Кабот (Епизоде 5, 7-8, 10-11, 13-16)
- Б. Д. Вонг као др. Џорџ Хуанг
- Тамара Тјуни као др. Мелинда Ворнер
- Ден Флорек као Дон Крејген

## Епизоде
| Бр. у серији | Бр. у сезони | Наслов                 | Редитељ           | Сценариста                                               | Премијерно емитовање | Прод. код | Гледаоци у САД-у (милиони) |
| --- | ------------ | ---------------------- | ----------------- | -------------------------------------------------------- | -------------------- | --------- | -------------------------- |
| 225 | 1            | "Неуравнотежен"        | Артур В. Форни    | Џудит Мекрери                                            | 23. септембар 2009.  | 1101      | 8.36                       |
| Полицајац Нејт Кендал помаже жени у невољи и бива увучен у решавање случаја силовања. Детективи Елиот Стаблер и Оливија Бенсон сматрају да Кендал није у праву за случај због своје неуравнотежене личности. Извршна ПОТ Соња Пакстон се придружује екипи, доносећи доказе о заједничкој нити међу три друга случаја силовања. Детектив Стаблер, који је ухапсио главног осумњиченог за силовања пре десет година, схвата да је међуродно препознавање жртве било нетачно и да је недужног човека ставило у затвор на двадесет пет година. Детективи проналазе правог силоватеља, али не могу да добију резултате које желе након што су га ухапсили. |              |                        |                   |                                                          |                      |           |                            |
| 226 | 2            | "Шећер"                | Питер Лето        | Данијел Трули                                            | 30. септембар 2009.  | 1102      | 7.90                       |
| Тело младе жене пронађено је у коферу, а полиција верује да је она била путница у возу на путу за Тампу када је убијена. Детективи Бенсонова и Стаблер одлазе на јахту њеног дечка финансијера да би истражили. Након даље претраге, детективи откривају да је жртва имала профил на интернет-страници за упознавање, али када је њен извршни директородбио да говори о случају, они се обраћају ИПОТ Пакстоновој за помоћ. Директор је нови дечко жртве и каже да је случајно убио своју девојку јер је желела да раскине са њим. Касније се открива да је неко близак извршном директоруодговоран за смрт жртве. |              |                        |                   |                                                          |                      |           |                            |
| 227 | 3            | "Самица"               | Хелен Шејвер      | Аманда Грин                                              | 7. октобар 2009.     | 1103      | 8.29                       |
| Када је пријављен нестанак жене, њен дечко усмерава детективе Бенсонову и Стаблера у правцу њеног суседа са спрата испод, осуђеног пљачкакаа банке који је деветнаест година провео у самици. Изненађујући обрт случаја открива више мрачне прошлости бившег робијаша. |              |                        |                   |                                                          |                      |           |                            |
| 228 | 4            | "Ишчекићана"           | Питер Лето        | Дон ДеНун                                                | 14. октобар 2009.    | 1104      | 8.77                       |
| После ноћи опијања, алкохоличар се буди у крвавом стану, са страшном посекотом на глави и мртвом женом у његовом кревету. Не сећа се ничега од претходне ноћи и одмах је позвао полицију. Бенсонова и Стаблер сумњају да је злочин исход смртоносног љубавног троугла, док Манч и Тутуола откривају да је жртва била докторка за побачај. Након разговора са њеним бившим мужем, детективи откривају бројне претње смрћу које су јој упућене. Екипа хапси човека који их је првобитно позвао када га је затекао како туче свог пословног ортака јер га је убедио да поново пије. Ово доводи до суђења које открива проблем алкохолизма Соње Пакстон. |              |                        |                   |                                                          |                      |           |                            |
| 229 | 5            | "Тешко повезано"       | Дејвид Плат       | Мик Бетанкорт                                            | 21. октобар 2009.    | 1105      | 9.15                       |
| Када је жена са кратким фитиљем дошла до поттресног открића о свом сину и његовом понашању у школи, она га води код лекара и сазнаје да је био жртва сексуалног злостављања. Детективи Бенсонова и Стаблер долазе на лице места и испитују жртву и његову породицу. Из уплашеног дечаковог реаговања када пошто је његов очух ометао истрагу, свима у просторији постаје јасно ко је прави починилац. Док се Бенсонова и Стаблер спремају да ухапсе осумњиченог, он пристаје да се одрекне вође највеће скупине за грађанска права за односе деце и одраслих у замену за нагодбу са ПОТ Алекс Кабот која се вратила из Албанија. |              |                        |                   |                                                          |                      |           |                            |
| 230 | 6            | "Страх"                | Питер Лето        | Џонатан Грин                                             | 28. октобар 2009.    | 1106      | 8.24                       |
| У задњем делу камиона, полиција открива убијеног мушкарца и убијену жену са исеченим умецима у грудима. Детективи Бенсонова и Стаблер истражују место догађаја и повезују мушку жртву са опасним мексичким нарко картелом. Бенсонова и Стаблер прате траг до напуштене дрогерије где су се изненадили када су видели посебног агента ФБИ-ја Дина Портера који одвојено ради на случају. Када је осумњичени Мануел Рохас ставио Оливију на нишан, Портер долази и убија осумњиченог у време које изгледа превише погодно. Сумњичаа у његову умешаност, Оливија га придобија и на крају помаже ОСЖ-у да пронађе убицу. Капетан Крејген нема другог избора него да пусти њу и Портера на слободу када се открило да је убиство жртве помогло очувању државне безбедности. |              |                        |                   |                                                          |                      |           |                            |
| 231 | 7            | "Наркомани"            | Дејвид Плат       | Мајкл Анђели                                             | 4. новембар 2009.    | 1108      | 7.94                       |
| Када је слика са места злочина убијене девојке брзо постаје интернет појава, полиција покреће истрагу са оцем жртве. Када је детективима указао на сумњивог лекара своје ћерке, испоставило се да је покриће тог човека непропуно. Док су Манч и Фин били заузети тражењем девојчине украдене кредитне картице, Ворнерова и Стаблер откривају да је један од других болесника на терапији провалио у мртвачницу. Случај добија неочекивани преокрет када је ОСЖ схватио да њихов најбољи могући сведок очајанички тражи хероин. Хуанг ставља своју медицинску дозволу на коцку како би му набавио незаконити лек са високом делотворношћу у лечењу болести зависности.                                                                                                 |              |                        |                   |                                                          |                      |           |                            |
| 232 | 8            | "Гунгула"              | Питер Лето        | Џудит Мекрери                                            | 11. новембар 2009.   | 1109      | 8.77                       |
| Када су ризичне слике петнаестогодишње жртве силовања процуреле на интернет, случај детектива Бенсонове и Стаблера постаје много сложенији. Док се случај детектива полако претвара у истрагу ПОТ Кабот од стране Државног правне коморе, Стаблеров син Дики бива уплетен у низ оптужујућих догађаја од стране свог најбољег друга, излеченог наркомана. Док Бенсонова преузима одговорност за случај силовања, Стаблер је приморан да остави по страни своје лично мишљење и позабави се стањем које је могуће опасно по живот у коме су се нашли његов син и његов друг. |              |                        |                   |                                                          |                      |           |                            |
| 233 | 9            | "Настран"              | Дејвид Плат       | Дон ДеНун                                                | 18. новембар 2009.   | 1110      | 8.44                       |
| Док је била у парку, једна породица је пронашла на сексуално осакаћено тело мотористе чија је багра позната по проституцији и убиствима. На опште изненађење, оптужујући ДНК докази указују на детективку Бенсон као главну осумњичену. Манч и Фин истражују убиство док се Стаблер бори да докаже невиност своје ортакиње. Бенсонова се суочава са злочинцем којег је ухапсила неколико година раније. Пошто је издржао затворску казну због сексуалног злостављања у затвору, он је подметнуо Бенсоновој уз помоћ сумњивог лекара. |              |                        |                   |                                                          |                      |           |                            |
| 234 | 10           | "Сидро"                | Аонатан Каплан    | Аманда Грин и Данијел Трули                              | 9. децембар 2009.    | 1107      | 7.91                       |
| Када су две младе девојке на сличан начин побијене у размаку од нешто више од месец дана, детектив Тутуола одлучује да истражи језиве злочине. Бенсонова га повезује са извештачицом која можда има довољно веза да им омогући траг. Након трећег убиства, Фин открива да су сво троје деце били „усидрене бебе“ избегличких породица и обраћа се Центру за услуге избеглица. Када је прегледао пошту мржње Центра и био сведок туче између заступника за избеглице и једног залуђеника који прати конзервативног водитеља ток шоуа, Фин почиње да се приближава убици. |              |                        |                   |                                                          |                      |           |                            |
| 235 | 11           | "На брзину"            | Дејвид Плат       | Кен Сторер                                               | 6. јануар 2010.      | 1111      | 11.49                      |
| Када је седамнаестогодишњакиња пронађена задављена и претучена на смрт у једној уличици, њен бивши дечко доводи полицију до интернет-странице коју је користила да се састаје са разним мушкарцима. Детективка Бенсон одлучује да отвори налог на страници и проналази женскароша који се састао са жртвом и имао секс са њом без презерватива. Случај је затворен када је доказано да је други осумњичени крив за убиство, али се нови отворио када је откривено да је првобитни осумњичени имао ХИВ. Да би помогао ПОТ Каботовој да кривично гони грабљивца због свесног ширења ХИВ-а, један од његових претходних партнера је изведен на суд. Пошто ово није успело, деда оптуженог криви себе за женомржњу свог унука и изазива његово богојављење.                |              |                        |                   |                                                          |                      |           |                            |
| 236 | 12           | "Сенка"                | Ејми Редфорд      | Аманда Грин                                              | 13. јануар 2010.     | 1112      | 7.65                       |
| Када је богати пар пронађен убијен у својој спаваћој соби, Бенсонова и Стаблер одлучују да разговарају са ћерком покојног пара Ен. Када су чули њену причу о чудном човеку који ју је пратио, детективи убрзо откривају да је наводни прогонитељ детектив Еш Ремзи из Одељења за посебне преваре. Уверен да је Ен побила своје родитеље због њиховог новца, Ремзи постаје сумњичав према Енином пословном руководиоцу и наводи да верује да јој је помогао да украде новац из фондације коју води. Упркос мало доказа за наставак, детективи су успели да купе мало времена уцењујући вођу фондације да подигне тужбу против Ане због проневере. Иако су убице послати за њима, Бенсонова и Ремзи излазе на отворено у току опасне операције.                          |              |                        |                   |                                                          |                      |           |                            |
| 237 | 13           | "Рачунар"              | Хуан Џ. Кампанела | Данијел Трули                                            | 3. март 2010.        | 1115      | 7.47                       |
| Патролни полицајац проналази прелепу жену скоро мртву. Она умире пре него што су Бенсонова и Стаблер стигли у болницу. Убрзо се укључује скупина за лезбејска права са харизматичном вођом и тврди да је смрт жртве исход занемаривања полиције према ЛГБТ заједници. Детективи првобитно сумњају да је одговоран женина бивша љубавница, али док је она била у притвору, нападнуто је више жена из скупине. На основу снимака сигурносних камера и сопственог надзора изјаве за штампу, ОСЖ је успео да ухапси хомофоба и докаже да је он убица. |              |                        |                   |                                                          |                      |           |                            |
| 238 | 14           | "Спаситељ"             | Питер Лето        | Мик Бетанкорт                                            | 3. март 2010.        | 1114      | 9.04                       |
| Низ младих проститутки пронађен је убијен са домаћим молитвеним картицама закаченим на њихова тела што је довело детектива Бенсонову и Стаблера до верског залуђеника. Међутим, они проналазе проститутку која је преживела његове нападе и рачунају да ће њено сведочење осудити убицу. Оливија остаје да донесе срцепарајућу одлуку након што је преживела затражила помоћ. |              |                        |                   |                                                          |                      |           |                            |
| 239 | 15           | "Поверљиво"            | Питер Лето        | Џонатан Грин                                             | 10. март 2010.       | 1113      | 8.57                       |
| Крејген и екипа ОСЖ-а проналазе жену мртву у канти за смеће убрзо након што је забележено да је отета преко сигурносних камера. Манч се присећа сличног случаја од пре двадесет година који шаље Бенсонову и Стаблера у Синг Синг да разговарају са наводним кривцем. Детективи откривају да је власник зграде заправо починио оба злочина пошто је њихова истрага наишла на жесток отпор његове заступнице. Суђење које је уследило усредсредило се на успутну штету узроковану заступничко-страначком повластицом. |              |                        |                   |                                                          |                      |           |                            |
| 240 | 16           | "Сведок"               | Дејвид Плат       | Дон ДеНун и Кристин М. Торес                             | 17. март 2010.       | 1116      | 9.65                       |
| Лепа жена је силована и посечена на степеништу своје стамбене зграде и тврди да ју је црнкиња спасила ударивши починиоца песницом у око. Госпођа је идентификована као Нардале Ула, илегална избеглица из Демократске Републике Конго која је дошла у Америку након што је побегла од сексуалног злостављања жена које је земља користила као "ратно оружје". Када је жртва умрла од МРСА, Нардале је једина која може да сведочи против силоватеља, али ризикује да буде депортована. Након успешног сведочења, она добија визу, али је одбија, рекавши да ће се вратити у Конго како би помогла да спасе друге жене од сексуалног злостављања. У међувремену, ПОТ Кабот доноси потресну одлуку.                                                                      |              |                        |                   |                                                          |                      |           |                            |
| 241 | 17           | "Инвалиди"             | Пол Блек          | Џудит Мекрери                                            | 24. март 2010.       | 1117      | 10.58                      |
| Када се није појавила на аутобуској станици, бившу оперску певачицу Кару Рали са инвалидитетом са мултиплом склерозом која не може да говори проналази њен возач аутобуса претучену и силовану у њеној кући. Њен сестрић даје покриће за које се испоставља да је лажно, а њена сестра се види како је физички злоставља на снимку. Као исход тога, оба старатеља постају осумњичени. Кара на крају открива да је возач аутобуса био силоватељ, али је смештена у старачки дом и не жели да сарађује. Бенсонова успева да је убеди да се суди са привременим ПОТ-ом одељења. |              |                        |                   |                                                          |                      |           |                            |
| 242 | 18           | "Ноћни кољач"          | Хелен Шејвер      | Синопсис: Нил Бир и Данијел Трули Сценарио: Чарли Дејвис | 31. март 2010.       | 1118      | 10.08                      |
| Жена је пронађена силована и убијена у свом кревету са "Х" урезаним на образу, а женомрзни администратор друштвене заштите постаје главни осумњичени. Крејген открива да је он можда "касапин" који је побио пет жена пре тридесет година, али је случај затворен. Специјалисткиња судске медицине Ворнер потврђује да је побио све жене осим једне и саветује да детективи потраже убицу имитатора на основу плаве власи пронађене на једном од тела. Патролни полицајац који је водио случај 1976. доводи их до три жене које су се све надметале за љубав једне славне личности у то време. |              |                        |                   |                                                          |                      |           |                            |
| 243 | 19           | "Преварен"             | Дејвид Плат       | Кен Сторер                                               | 7. април 2010.       | 1119      | 8.36                       |
| Хомосексуална проститутка пронађена је мртва у складишту хотела током свадбе са личном картом друга Ендруа Хингама. Фин Тутуола испитује свог сина Кена о двојици момака јер се зна да су сви добровољци на истом месту. Кен доводи Фина до Хингама који признаје да је убио свог пријатеља у самоодбрани. Хингамов случај се продубио када су детективи сазнали да његова психијатарка која преписује режим лекова и електроконвулзивно лечење можда изводи и друге поступке на њему. |              |                        |                   |                                                          |                      |           |                            |
| 244 | 20           | "Говедина"             | Питер Лето        | Лиса Лумер                                               | 21. април 2010.      | 1120      | 8.75                       |
| Након жестоког силовања и убиства лепе раднице у творници за паковање меса „Дона Роса“, полиција у почетку сумња да је убица вегетаријанац који живи у њеној згради. Међутим, сумња се пребацује на друго место када се сазнало да је жртва била активиста за животиње на тајном задатку која је покушавала да забележи и разоткрије нехигијенске поступке у индустрији паковања меса. Подаци власника друштва и вође смене наводе детективе да ухапсе радника у творници и упореде његов ДНК са оним пронађеним на месту злочина. Ово се такође испоставило као ћорсокак пошто су разговарали са његовом љубоморном женом и открили да му је намештено. Детективка Бенсон одлази на тајни задатак како би реконструисала кретање жене.                                |              |                        |                   |                                                          |                      |           |                            |
| 245 | 21           | "Буктиња"              | Питер Лето        | Мик Бетанкорт и Аманда Грин                              | 28. април 2010.      | 1121      | 9.48                       |
| Џо Марло, Стаблерова стара ортакиња пре ОСЖ-а, постаје нови ПОТ за екипу ОСЖ-а и тражи помоћ од Бенсонове и Стаблера у случају две младе девојке које је отац вероватно оставио да помру у запаљеној кући. Даљом истрагом екипе ОСЖ-а, међутим, открива се да отац није подметнуо пожар који је прогутао његове две ћерке што је касније разоткрило нетачне претпоставке ватрогасног маршала уз помоћ независног пиротехничког истражитеља. |              |                        |                   |                                                          |                      |           |                            |
| 246 | 22           | "Кец"                  | Дејвид Плат       | Џонатан Грин                                             | 5. мај 2010.         | 1122      | 8.42                       |
| Детективи Бенсонова и Стаблер морају да уђу у траг трудници жртви силовања која је нестала из болнице. У том поступку, они откривају огромну превару о трговини бебама коју води бугарски крими-бос. Када се открило да је жена код које су биле трудне мајке убијена, Бенсонова и Стаблер се одлазе на тајни задатак као неплодни родитељи док се ПОТ Марло сукобљава са Крејгеном око метода заштите отете жене и њеног новорођеног детета. Ствари се усложују на суђењу када је укљученом гинекологу додељен исти заступник као и мафији која га је користила за приступ трудницама. Он схвата да ће бити убијен ако буде истинито сведочио па је договорено тајно сведочење.                                                                                       |              |                        |                   |                                                          |                      |           |                            |
| 247 | 23           | "Полицајац у покушају" | Дејвид Плат       | Дон ДеНун                                                | 12. мај 2010.        | 1123      | 8.56                       |
| Истрага о силовању три младе девојке открива неке тајне о наводном полицајцу новајлији. Новајлија хапси силоватеља упркос томе што је био средњошколац. На стално наваљивање Марловљеве да се држи подаље од случаја, он себе доводи у опасност њушкањем у истрази и два пута бивајући ухапшен у току случаја. Због једне од својих личних истрага је замало убијен, али то је преокренуло случај у Марлоину корист тако што је са злочинима повезала и оца силоватеља. |              |                        |                   |                                                          |                      |           |                            |
| 248 | 24           | "Оштећена"             | Питер Лето        | Аманда Грин и Данијел Трули                              | 19. мај 2010.        | 1124      | 8.61                       |
| Детективи трагају за дечаком којег је отела мајка као одговор на то што дечаков отац има пуно старатељство. Мајка је антропологиња која жели да њен син са њом путује светом кроз њене антрополошке подвиге. Ова оркестрирана отмица, међутим, пошла је по злу, а дечак и отмичар су изгинули у саобраћајној несрећи када је отмичар покушао да побегне полицији. Ово чини мајку хистеричном, а она на крају узима свог мужа, детективку Бенсон и ПОТ Марло за таоце и рањава специјалисткињу судске медицине Ворнер. |              |                        |                   |                                                          |                      |           |                            |